# لورينزو ماركيوني
لورينزو ماركيوني (بالإيطالية: Lorenzo Marchionni)‏ هو لاعب كرة قدم إيطالي في مركز الوسط، ولد في 17 أغسطس 1994 في أسكولي بيتشينو في إيطاليا. لعب مع كييفو فيرونا ونادي أسكولي ونادي غوبيو ونادي مودينا ويوفنتوس.

## وصلات خارجية
- لورينزو ماركيوني على موقع قاعدة بيانات كرة القدم.إي يو (الإنجليزية)
- لورينزو ماركيوني على موقع Soccerway.com (الإنجليزية)